# Eriophora pustulosa
Eriophora pustulosa är en spindelart som först beskrevs av Charles Athanase Walckenaer 1842.  Eriophora pustulosa ingår i släktet Eriophora och familjen hjulspindlar. Inga underarter finns listade i Catalogue of Life.